# Alessandro Molin
Alessandro Molin (fl. XVII-XVIII secolo) è stato un ammiraglio italiano.
Nel 1695 sostituì Antonio Zeno nell'incarico di capitano generale da mar, e nel corso della guerra di Morea fu comandante della flotta veneziana durante le battaglie di Chio, Metelino, e Lemno. In qualità di Provveditore Generale di Terraferma, incarico ricoperto tra il 1701 e il 1705, lavorò alla costituzione di esercito permanente della Repubblica di Venezia, venendo considerato, insieme al suo successore Daniel IV Girolamo Dolfin, uno dei suoi padri fondatori.

## Biografia
Entrato nella Armada da Mar prese parte alla guerra di Candia. Come comandante, insieme a Giovanni Battista Grimani, di una formazione di galee, nell'autunno del 1667 sorprese una flotta ausiliaria egiziana all'ancora nel porto di La Canea, distruggendola.
Tra il 1689 e il 1691 ricoprì l'incarico di Provveditore da mar in Dalmazia. e tra il 1693 e il 1694 fu Provveditore a Padova. Tra il 4 dicembre 1694 e l'aprile 1695 ricoprì la carica di Provveditore generale di Morea, con quartier generale a Nauplia.
Nel 1695, dopo la perdita dell'isola di isola di Chio, situata al largo della costa dell'Asia Minore, sostituì Antonio Zeno nella carica di Capitano generale da mar, su ordine del Senato della Repubblica.
Assunto il comando della flotta si ritrovò di fatto a comandare solo l'Armata Sottile, in quanto l'Armata Grossa era al comando del Capitano delle Navi Bartolomeo Contarini, e il senato, secondo l'usanza dell'epoca, gli aveva impedito di innalzare la sua insegna su un vascello di linea. Questo fatto gli impedì di esercitare di fatto il comando dell'intera squadra navale, e lasciò libero Contarini di agire in completa autonomia.
Il 15 settembre comandò la flotta veneziana durante uno scontro navale con la squadra turca a sud dell'isola di Chio. In quella occasione le acque agitate impedirono alle navi a remi veneziane di entrare in azione, e 27 navi a vela, tra cui nove noleggiate, furono contrapposte in combattimento per sei ore a 32 navi ottomane, senza alcun risultato di rilievo, in quanto le navi a vele dovettero proteggere le galee e le galeazze che rischiavano di essere catturate o distrutte dagli ottomani. Tre giorni dopo vi fu un nuovo scontro nei pressi di Metelino, ed anche qui le galee e le galeazze, a causa del mare agitato, no parteciparono all'azione. Quando le navi a vela, al comando del Contarini, stavano per prevalere sull'avversario, l'esplosione accidentale di un vascello veneziano scompaginò la formazione, provocando la fuga delle navi noleggiate.
Ansioso di conseguire una buona vittoria scontro gli Ottomani, nel 1796 egli elaborò un piano operativo che prevedeva di attaccare la flotta nemica nell'Egeo, nei pressi dell'isola di Andros, accompagnando tale azione con uno sbarco, avvenuto nel mese di luglio, di forze veneziane in Beozia avente l'obiettivo di distruggere la base turca di Tebe, dalla quale partivano gli attacchi contro l'Attica e la Morea. Giunta la notizia dell'avvicinarsi della flotta nemica, oramai a un giorno di navigazione, l'azione contro Andros venne sospesa. All'arrivo della flotta ottomana i veneziani si accorsero che essa era formata solo da navi a vela, senza l'accompagnamento di galee. Per alcune settimane le due squadre navali manovrarono per portarsi nella migliore posizione di attacco, e il 22 agosto egli raggiunse la flotta veneziana con le 31 galee e 6 galeazze. Nonostante le resistenze e il risentimento di Contarini, che la sera precedente aveva posizionato le sue navi sopravvento a quelle dell'avversario, egli assunse il comando dell'intera flotta. Il giorno dopo il vento mutò a favore degli avversari, ed egli diede l'ordine alle galee di prendere a rimorchio i vascelli trainandoli più a nord. Nonostante il violento fuoco del nemico, che prese di mira le galee, esse riuscirono nel loro compito, posizionando i vascelli davanti all'avanguardia delle navi turche, che reagirono accorciando la distanza tra di loro al fine di garantirsi la superiorità numerica. Ingaggiato combattimento, nonostante i contrasti tra il Capitano generale da mar e Contarini e la loro superiorità numerica, i turchi si trovarono prestò in posizione di inferiorità a causa del violento e preciso fuoco veneziano. Il Capitano generale da mar decise allora di far entrare in azione le galeazze, ma ben prestò si accorse che le grosse colubrine di cui erano dotate non riuscivano a perforare la poppa della navi nemiche, protette da appositi cannoni ivi posizionati, e decise quindi di lanciare all'attacco anche le galee, ma senza ottenere alcun esito. A questo punto la flotta avversaria preferì ritirarsi senza aver subito grossi danni.
Nel luglio 1697 portò una squadra navale forte di 25 vascelli, 6 galeazze e 20 galee davanti allo stretto dei Dardanelli, incontrando il 5 dello stesso mese la squadra navale nemica, uscita in forze e composta solo di navi a vela, al largo dell'isola di Tenedo. L'arrivo dell'oscurità impedì l'inizio del combattimento, ma le galeazze veneziane, che avevano incontrato una forte corrente marina, rischiarono di finire nel mezzo della flotta avversaria. Verso mezzanotte egli chiese a Contarini di intervenire con le sue navi per salvare le galeazze dalla sicura distruzione, interponendosi con le sue navi. La manovra riuscì perfettamente, ma i vascelli veneziani finirono sopravvento, e il 6 luglio Contarini si vide costretto ad attaccare gli avversari per salvare le navi a remi. La battaglia di Lemno si protrasse per 10 ore, con le galee che tagliarono più volte la rotta ai vascelli, tanto che l'Armata Grossa si trovò divisa in due tronconi, e il combattimento terminò con la cattura di una galea da parte dei turchi. La flotta veneziana si riunì due settimane dopo nelle acque dell'isola di Skyros, situata nell'Egeo Occidentale. Fu la sua ultima battaglia, ed egli diede la responsabilità dell'insuccesso alle galeazze, ma il Senato lo destituì dal comando poche settimane dopo, affidando il comando dell'Armata a Giacomo Corner.
Durante il suo mandato come Capitano generale da mar, e in seguito alla crisi economica che aveva colpito la Repubblica durante l'ultimo decennio del XVII secolo, fu accantonato l'arruolamento di milizie mercenarie estere a favore della costituzione di un esercito permanente formato da sudditi della Repubblica, e della costituzione di reggimenti tratti dalle truppe esistenti.
Lasciato l'incarico di Capitano generale da mar nel 1697, allo scoppio della guerra di successione spagnola fu nominato Provveditore Generale di Terraferma, carica che ricoprì dal 1701 al 1705. Propose subito di arruolare un ingegnere molto capace, al fine di poter rinnovare le fortificazioni a difesa della Capitale, ma il Senato della Repubblica non accolse la sua richiesta. Nel corso del 1701 redasse i Capitoli et ordini militari al fine di favorire con giusto metodo praticate l’incombenze de gl’Uffitiali nelle Guarnigioni. e profilo squisitamente tecnico favorì l’adozione dei nuovi fucili dotati di acciarino e baionetta ad innesto laterale. Nel 1703 diede alle stampe Esercitio militare d'un battaglione armato di cavalli di Frisia a regola uniforme dell'infanteria della Serenissima Repubblica di Venetia, un manuale operativo che recepiva le innovazioni già adottate nei grandi eserciti europei. Dopo aver denunciato molte volte la corruzione imperante nel sistema di arruolamento costituì una apposita compagnia, formata dai capo leva, che dovevano percorrere le campagne alla ricerca di reclute da arruolare illustrando loro i vantaggi della vita militare, riformò il sistema di distribuzione del vestiario e delle buffetterie ai soldati istituendo la Cassa del vestiario per la fanteria italiana, e tra gli ultimi atti volle un ufficiale straniero, il Feldmaresciallo Adam Heinrich von Steinau, come comandante delle milizie.

### Annotazioni
1. ↑  Che venne arrestato insieme al provveditore straordinario all'armata Pietro Querini, a quello ordinario Carlo Pisani, e a dieci sopracomiti e un governator di nave.
2. ↑  Tra di esse 7 appartenevano all'Ordine dei Cavalieri di Malta e allo Stato Pontificio.
3. ↑  Essi erano derivati dalla letteratura militare del tenente colonnello Sala.
4. ↑  Tali armi vennero importate dalla Germania, e il primo reggimento ad esserne dotato fu, nel 1703, quello del colonnello Marchesini, su sua diretta disposizione.
5. ↑  Ad essa contribuivano tutti i militari di leva con una apposita trattenuta nella paga.

### Fonti
1. ↑  Petacco 2009, p. 188.
2. ↑  Garbin, de' Vidovich 2012, p. 105.
3. ↑  Garzoni 1720, p. 638.
4. 1 2 3 4 5  Mugnai 2016, p. 80.
5. 1 2 3 4 5 6 7 8 9 10  Mugnai 2016, p. 81.
6. ↑  Mugnai 2016, p. 82.
7. 1 2 3  Società Italiana Storia Militare.
8. ↑  BQS, cl. IV, Cod. 40 (IV), Relazione al Senato di Alessandro Molin, 30 maggio 1701.
9. ↑  Molin 1701, p. 3.
10. ↑  Molin 1703, p. 1.